# Santo Domingo (Chile)
Santo Domingo ist eine Stadt und Gemeinde in der Provinz San Antonio in der Región de Valparaíso in Chile. Bei der Volkszählung im Jahr 2017 hatte sie 10.900 Einwohner. Die Gemeinde erstreckt sich über eine Fläche von 536,1 km².

## Bevölkerung
Laut der Volkszählung des Nationalen Statistikinstituts von 2002 hatte Santo Domingo 7418 Einwohner (3811 Männer und 3607 Frauen). Davon lebten 4737 (63,9 %) in städtischen Gebieten und 2681 (36,1 %) in ländlichen Gebieten. Die Bevölkerung wuchs zwischen den Volkszählungen 1992 und 2002 um 19,3 % (1200 Personen). Im Jahr 2017 zählte man 10.900 Personen.

## Kultur und Sehenswürdigkeiten

### Intihuatana-Stein
Der Intihuatana-Stein befindet sich im Kurviertel der Gemeinde. Es wird angenommen, dass er präkolumbianischen Ursprungs ist, da seine Struktur einigen astronomisch-kalendarischen Wahrzeichen der Inkas ähnelt.

### Kirche Santo Domingo
Die Kirche Santo Domingo ist ein klassischer Treffpunkt der Gemeinde und gilt als einer der zentralsten Orte im städtischen Bereich. Sie entspricht auch einem der Gründungsgebäude des historischen Zentrums der Gemeinde.

### Strände von Marbella, Norte, Sur und Los Enamorados
Mit einer Länge von mehr als 20 Kilometern zeichnet sich die Küste von Santo Domingo durch Strände aus. Von Norden nach Süden sind das die Strände Marbella, Los Enamorados, Norte und Sur. Der erste davon verfügt über ein weitläufiges Gebiet mit Sand und Dünen zum Erkunden oder Ausruhen. Während der Sommersaison stattet die Gemeinde diese Strände mit Sicherheitsausrüstung, Rettungsschwimmern, Zugang und Sonnenschutz aus.

### Plätze und Parks
In Santo Domingo gibt es viele große Grünflächen. Zum Beispiel der Park Los Quillayes, der über Sportinfrastruktur, Kinderspiele im Freien und ein kleines Amphitheater verfügt, oder der Plaza de las Flores, der einen großen Erholungsbereich bietet, wo im Sommer häufig kulturelle Aktivitäten wie Musikkonzerte, Theaterstücke und Open-Air-Kino stattfinden.

#### Wissenschaftspark
Der Wissenschaftspark geht auf die Bereiche Wissenschaft und neue Technologien ein und versucht auf die Bedeutung des Umweltschutzes, die Nutzung erneuerbarer Energien, Recycling und nachhaltige Gewohnheiten aufmerksam zu machen. Er wurde von dem Bauingenieur Juan Campino Bunster am 21. August 2017 als Stiftung gegründet.

#### Río Maipo Wetland Park
Der Río Maipo Wetland Park wurde 2002 von der Gemeinde Santo Domingo an der Mündung des Flusses Maipo angelegt, um seine Artenvielfalt zu schützen. Im Jahr 2014 erhielt es die Unterstützung der Fundación Cosmos für seine Bewirtschaftung und Bewirtschaftung unter Einhaltung angemessener Erhaltungsstandards.
Es verfügt über Zugangsinfrastruktur, Beschilderung und Räume für den auf Vogelbeobachtung spezialisierten Tourismus. Dank der im Laufe der Zeit durchgeführten Bewirtschaftung wurde der Río Maipo Wetland Park im Jahr 2020 zum Naturschutzgebiet erklärt.

#### El-Yali-Nationalreservat
Das Reservat ist Teil des komplexen Feuchtgebietssystems, das nicht nur das vom Staat geschützte Gebiet umfasst, sondern auch verschiedene Orte von Santo Domingo umfasst. Es beherbergt 176 Lebewesenarten, darunter 115 Vogelarten, weshalb es als RAMSAR-Gebiet eingestuft wurde. Im Feuchtgebiet kann man auch verschiedene Tierarten, Fossilien und Überreste präkolumbianischer Kulturen finden.

#### Tricao-Park
Die Parque Tricao Foundation ist eine gemeinnützige Organisation, die die Schaffung von Naturräumen und Artenvielfalt, Sport und Outdoor-Kultur fördert, um dieses private Naturschutzgebiet für zukünftige Generationen zu erhalten. Ihre Hauptaufgabe ist der Schutz der Umwelt und die Rettung und Erhaltung des einheimischen Waldes und der einheimischen Vegetation der Schluchten im Zentralgebiet Chiles. 